# لیندا ام گادوین
لیندا ام گادوین (به انگلیسی: Linda M. Godwin) فضانورد اهل کشور ایالات متحده آمریکا است که در ۲ ژوئیهٔ ۱۹۵۲ میلادی در کیپ ژراردو، میزوری زاده شد. وی در مأموریت اس‌تی‌اس-۳۷، اس‌تی‌اس-۵۹، اس‌تی‌اس-۷۶، اس‌تی‌اس-۱۰۸ حضور داشته است.